# District de Vavatenina
 (octobre 2023).
Si vous disposez d'ouvrages ou d'articles de référence ou si vous connaissez des sites web de qualité traitant du thème abordé ici, merci de compléter l'article en donnant les références utiles à sa vérifiabilité et en les liant à la section « Notes et références ».
Le district de Vavatenina est un district de la région d'Analanjirofo, dans le Nord-Est de Madagascar.

## Communes
Le district est divisé en 11 communes :
- Ambatoharanana
- Ambodimangavalo
- Ambohibe
- Ampasimazava
- Andasibe
- Anjahambe
- Maromitety
- Miarinarivo
- Sahatavy
- Tanamarina
- Vavatenina